# Ikito
Ikito (Iquito), pleme američkih Indijanaca porodice Zaparoan nastanjeno na rijeci Alto Nanay u peruanskom departmanu Loreto u provinciji Maynas. Popualcija Ikitosa nije velika. Prema Wiseu (1972.) bilo ih je 600, a popisom iz 1993., svega 150. 
Izvorno oni su nastanjivali Alto Nanay i njezine pritoke, rijeku Blanco i Chambira, a otuda su se proširili sve do rijeka Tigre i Napo. Njihova 3 potplemena bila su Ikitos vlastiti, Maracanos i Auve. U kontakt s misionarima dolaze još u prvoj polovici 18. stoljeća koji za njih osnivaju reducciones, iz kojih će se kasnije početi povlačiti, a 1925. nekoliko stotina ih se nastanilo na srednjem i donjem Nanayu. 
Njihova socijalna organizacija nije poznata, a tradicionalni sistem nestat će akulturacijom Ikitosa. 
Temeljne ekonomske aktivnosti su agrikultura, te ribolov i lov, a u procesu je i odlazak mlađih Ikitosa u grad.